# Pestalozzi-Schule Buenos Aires
Die Pestalozzi-Schule liegt im nördlichen Stadtteil Belgrano der argentinischen Hauptstadt Buenos Aires. Sie wurde 1934 als Reaktion auf die nationalsozialistische Gleichschaltung der deutschsprachigen Schulen in Argentinien gegründet.

## Für eine Erziehung zu Freiheitsliebe, Menschlichkeit und Gerechtigkeit

### Die Gründung der Pestalozzischule
Das Argentinische Tageblatt unter seinem Herausgeber Ernesto Alemann war eine der wichtigsten Stützen im Kampf gegen die von der NSDAP-Auslandsorganisation betriebene Gleichschaltung deutscher Bildungs- und Kultureinrichtungen in Argentinien. Die Zeitung bot den Eltern der deutschen Schulen ein publizistisches Forum, die ihre Kinder vor der nationalsozialistischen Beeinflussung schützen wollten und weiterhin Wert legten auf eine von politischen und konfessionellen Einflüssen freie Erziehung. Diese Eltern fassten am 24. Januar 1934 den Entschluss, die Gründung einer Schule außerhalb der nationalsozialistischen Einflusssphäre vorzubereiten. Sie sollte den Namen Pestalozzis tragen, weil dieser als Schweizer für Neutralität und als Pädagoge für soziale, humane und moderne Erziehung stand.
In der Versammlung vom 24. Januar 1934 wurde ein Arbeitsausschuss aus sieben Personen gebildet, der die Gründung der Schule vorantreiben sollte, und das „Argentinische Tageblatt“ startete eine Werbekampagne. In einer dort am 24. Februar 1934 veröffentlichten Erklärung des vorbereitenden Schulausschusses heißt es:

„In diese Schule wird keine Politik getragen werden. Aber es wird eine Weltanschauung in ihr herrschen. Unsere Schule, die eine Schule des 20. Jahrhunderts sein soll, wird frei sein vom Ungeist der Volksverderber, frei von Rassenhass und Überheblichkeit, frei von Kriegsverherrlichung und Gewaltanbetung. In unserer Schule sollen nicht Sklaven erzogen werden, sondern freie Menschen. In ihr soll gelehrt werden, dass es keine schöneren und edleren Tugenden gibt als Freiheitsliebe, Menschlichkeit und Gerechtigkeit.
In diesem Sinne wird unsere Schule eine deutsche Schule sein. Müssen wir sagen, dass sie zugleich eine höchst argentinische Schule sein wird? Wissen wir nicht alle, dass die Männer, die dem schönen Land, in dem wir leben und dessen Bürger wir zum großen Teil sind, die Freiheit geschenkt haben, von den gleichen Idealen beseelt waren? Freiheitsliebend, menschlich und gerecht wollten sie die Argentinier. Nun wohl: die Kinder, die in unserer Schule aufwachsen werden, sollen den Idealen […] entsprechen. Sie sollen der großen Geschichte ihrer amerikanischen Heimat würdig sein.“

Ein für die Schule geeignetes Gebäude konnte im Stadtteil Belgrano gefunden, erste Lehrkräfte gewonnen werden. Am 1. März 1934 fand die Gründungsversammlung der Pestalozzi-Gesellschaft als Trägerin der Schule statt, und am 2. April 1934 erfolgte die Aufnahme des Betriebs der neuen Pestalozzischule. Am 17. September 1938 fand die Einweihung eines neuen Schulgebäudes für die Pestalozzischule im Villenviertel von Belgrano statt, das der unzulänglich gewordenen Unterbringung der Schule in einem Mietshaus ein Ende bereitete. Die Schule musste sich vollständig aus Schulgeldern, Spenden und Veranstaltungserlösen finanzieren. Die Anschubfinanzierung jedoch kam von der Familie Alemann, von Alfred(o) Hirsch, einem Direktor der Firma Bunge & Born („ein großes belgisches Getreide exportierendes Unternehmen“) und von Felix Weil. Die Schule gehörte nicht dem Deutschen Schulverband an und erhielt selbstverständlich von dieser Seite aus keine Unterstützung.
Erster und langjähriger Direktor der Pestalozzischule wurde Alfred Dang, der am 17. April 1934 in Buenos Aires eintraf.

### Lehrer der Pestalozzischule
Die Schule rekrutierte anfangs ihre Lehrkräfte aus den anderen deutschen Schulen. Voraussetzung dafür war, dass sie den Eltern bereits als bewährte und vertrauenswürdige antifaschistische Personen bekannt waren. Bewusst öffnete sich die Schule aber auch für aus Deutschland vertriebene Pädagogen und für solche, die aktiv Widerstand gegen das Naziregime geleistet hatten. Die deutschsprachige Lehrerschaft bestand bald überwiegend aus Personen, die der SAPD, dem linken Flügel der SPD und dem ISK nahestanden. Neben Alfred Dang waren dies unter anderem:
- Hans und Frieda Carl. Frieda Carl unterrichtete Handarbeit, ihr Mann Carl das Fach Deutsch. Er blieb an der Schule bis zu seiner Pensionierung 1956. Hans Carl unterhielt auch die Ferienkolonie „Punta del Indio“, in der Schüler (nicht nur der Pestalozzischule) ihre Ferien verbringen konnten.[9]
- Walter Damus
- Martin und Johanna Fenske[10]
- Heinrich Grönewald
- Lotte Hirsch emigrierte zunächst nach Paris und von dort aus 1936 nach Buenos Aires. Sie war Mitglied im Verband deutscher Lehreremigranten.[11]
- Hans Lehmann, der 1933 aus Deutschland emigrierte[12] und später in Argentinien als Redakteur für Das Andere Deutschland arbeitete, wird in einem Manuskript von Irene L. de Münster auch als Lehrer der Pestalozzi-Schule erwähnt.[13] Bei Huss-Michel wird er erwähnt als „Dr. Hans Lehmann (Vorstandsmitglied des sozialdemokratisch-sozialistischen Arbeitervereins ›Vorwärts‹)“.[14] Bei dem 1954 wieder in die Bundesrepublik zurückgekehrten und in Bad Soden am Taunus lebenden Hans Lehmann handelt es sich um Dr. Hans Max Siegfried Lehmann (* 24. August 1900 in Hamburg – † 1. Oktober 1991 in Bad Soden).[15] „Hans Lehmann, Pseudonym: Hans Kaiser ( ), USPD (1919), SPD (1921), IJB und ISK (1926), zusammen mit Erna Blencke Leiter der ISK-Gruppe Frankfurt am Main ( ), Geschäftsführer der den ISK unterstützenden Dreiturm-Seifenfabrik Viktor Wolf in Steinau/Hessen (ab 1926), Schutzhaft (1933), Flucht nach Frankreich (1933) und Österreich (1934), Emigration nach Argentinien (1936), Rückkehr nach Deutschland (1954), SPD, erneut Mitglied der Geschäftsführung der Dreiturm-Seifenfabrik (bis 1970).“[16]
- Carl Meffert, bekannt auch als Clément Moreau
- Kurt Pahlen
- Fritz Reinhardt sei 1936 aus Prag kommend an die Pestalozzischule gekommen und auch später in Argentinien geblieben, Mitglied im Verband deutscher Lehreremigranten.[17]
- August Siemsen
- Selma Sievers war Deutschlehrerin von 1934 bis 1937.
- Max Sulzberger unterrichtete Deutsch, Musik und Werken.
- Max Tepp lebte schon seit 1924 in Argentinien und gründete 1933 den Verlag ‚Die Umwelt‘. Mit ihm wollte er auslandsdeutschen Kindern und Jugendlichen anspruchsvollen Lesestoff bieten, der an deren Erfahrungshorizont anknüpft. Er hat über 20 Bücher und Erzählungen veröffentlicht, die ein Gegengewicht zur nationalsozialistischen Schülerlektüre bilden sollten.[18] Während Alfred Dangs „Auszeit“ als Schulleiter der Pestalozzischule (1948–1956) war Tepp, der aus der deutschen Reformpädagogik kam und selbst Schulen gegründet hatte, Direktor der Pestalozzischule.[19]

Diese Lehrer einte ihre gemeinsame antifaschistische Grundhaltung, die stärker war als ihre Herkunft aus unterschiedlichen politischen Gruppierungen, und sie wurde verstärkt durch gemeinsame pädagogische Interessen und vielfältige persönliche Beziehungen. So ist es auch nicht verwunderlich, dass diese Lehrerschaft zur Keimzelle für Das Andere Deutschland wurde, das sich seinerseits zum Zentrum des antifaschistischen Kampfes in Lateinamerika entwickelte.

### Schüler in der Emigration
So, wie die Gründung der Pestalozzischule ein Akt bereits länger in Argentinien lebender Menschen war, so waren es anfangs auch deren Kinder, die den Großteil der Schülerschaft stellten. Im Laufe der Zeit kamen jedoch immer mehr Kinder aus Emigrantenfamilien an die Schule. Alfred Dang unterschied hier 1943 in einem Aufsatz zwischen drei Gruppen:
- Bis Ende 1935 waren es überwiegend noch Kinder aus Familien, die mehr oder minder freiwillig ausgewandert waren. Diese Kinder waren für den Schulalltag eine relativ unproblematische Gruppe und leicht zu integrieren.

- In den Jahren 1936 bis 1939 kamen dann die Kinder, die Opfer der ersten Vertreibungswelle aus Deutschland und Österreich geworden waren. Sie waren traumatisiert, hatten seelische Schäden erlitten: „In Deutschland und Österreich vertrieben aus den öffentlichen Schulen, gebrandmarkt und isoliert wie Leprakranke, beschimpft selbst noch als Schüler der jüdischen Zwangsschulen, mussten sie die volle Wucht des inneren und äußeren Elends ihrer Eltern auch noch ertragen, erlebten ständig die Szenen des Jammers und der Verzweiflung, fühlten meist zum ersten Male die demütigenden Qualen der Armut.“[20] Es war der „Kampf um kranke Seelen“ (Dang), den die Schule mit und für diese Kinder führen musste – eine pädagogische Herausforderung, die zunehmend dadurch erschwert wurde, dass beinahe parallel dazu die staatliche Schulbehörde die formalen Leistungsanforderungen verschärfte und jährliche Examen für alle Klassen verlangte. Für die Emigrantenkinder, die meist ohne spanische Sprachkenntnisse ins Land gekommen waren, bedeutete es eine zusätzliche Schwierigkeit, den obligatorischen Spanischunterricht zu meistern, denn ohne die Beherrschung der spanischen Sprache hatten sie keine Chance, die staatlichen Examen zu bestehen. Die Schule richtete deshalb Sonderkurse ein, Intensivkurse in der spanischen Sprache, um den Kindern binnen eines Jahres den Anschluss an das jeweilige Alters- und Klassenniveau zu ermöglichen. Dang zieht ein positives Resümee: „Es gehört mit zu den notwendigsten und schönsten Leistungen der Pestalozzi-Schule, dass sie diesen Kindern mit jedem Wort und jeder Tat die Verpflichtung zur gesellschaftlichen Persönlichkeit eingab, ihnen als neues Ideal immer wieder den Menschen zeigte, der in sich selbst vor allem die ihnen so besudelten ethischen Forderungen erfüllt, um sich so demokratisch frei für die gesellschaftlichen Pflichten einzusetzen.“[20]

- Eine dritte Gruppe von Emigrantenkindern sah Dang in jenen, die bereits in Argentinien geboren worden waren, denen das direkte Trauma der Emigration fremd war und die mit eher „normalen“ Erziehungsanforderungen aufwuchsen. Diese Kinder, auch die jüdischen, sah er bereits in einem „gar nicht mehr fremd empfundenen Boden“ verwurzelt. Dang konstatiert einen Wandel der Schule. War sie einst nach Ernesto Alemanns Willen ein „Damm gegen die heimtückische Flut der nationalsozialistischen Jugendverhetzung“, so wandelte sie sich durch den Zustrom der Emigrantenkinder zu einem Aufbauinstrument für deren gesellschaftliche Integration. Jetzt, im Jahre 1943, sei sie „ein anerkannter Faktor im argentinischen Schulwesen und das zukunftsweisende Zentrum internationaler Bildung für die Kinder aller freiheitlich denkender Menschen“. Hierzu sein ein starker Impuls gerade auch von den jüdischen Einwanderern ausgegangen.

Unmittelbar vor dem Hintergrund eigener Emigrationserfahrungen fand eine Aktion statt, in der sich Schüler der Pestalozzischule für Kinder in den Internierungslagern in Frankreich, besonders im Camp de Rivesaltes, engagierten. August Siemsen hatte in seinem Unterricht das Thema aufgegriffen und seine Schüler zu vielfältigen Unterstützungsaktionen animiert. Kinder spendeten Teile ihres Taschengeldes, andere erbaten Spenden statt Geburtstagsgeschenke, und sie organisierten eine Solidaritätsveranstaltung in der Schule, die auf breite Resonanz stieß. „Das Andere Deutschland“ hatte die Aktion mit einer eigenen Spendenaktion und der Broschüre „Kinder hinter Gittern“ unterstützt, die auch zu einem Briefwechsel zwischen den Schülern der Pestalozzischule und den Kindern von Rivesaltes führte. Partner bei dieser Aktion war auf europäischer Seite das „Schweizer Arbeiterhilfswerk (SAH)“.

### Aspekte des schulischen Alltags
Die Pestalozzischule war ihrem Selbstverständnis nach eine siebenjährige argentinische Schule auf deutscher Kulturgrundlage. Bindend war der nationale argentinische Lehrplan, dessen Stoff in deutscher und spanischer Sprache vermittelt werden musste. Das zu absolvierende Lernpensum entsprach vier deutschen Grundschuljahren und drei Jahren Unterricht an einer Mittelschule; nach argentinischen Maßstäben berechtigte es nach erfolgreicher Prüfung zum Besuch einer weiterführenden Schule oder zur Aufnahme einer Berufsausbildung.
Das alles übergreifende pädagogische Konzept basierte auf drei Grundvoraussetzungen:
- „Die Pestalozzischule ist frei von jeder Politik.“ Sie bietet ihrer multinationalen Schülerschaft die Möglichkeit, sich selbst ein objektives Bild von der menschlichen Gesellschaft zu machen.
- „Die Pestalozzischule ist frei von jeder Religion.“ Die Schülerinnen und Schüler sollen nach dem Ideal der Toleranz erzogen werden und Achtsamkeit gegenüber allen Bekenntnissen aufbringen.
- „Neutralität.“ Daraus folgt die prinzipielle Ablehnung von Rassenhass, nationalistischer und religiöser Verhetzung sowie von Missbrauch zu parteiegoistischen Zwecken. Gefordert aber ist das Bekenntnis zu den Idealen Freiheit, Völkerfrieden und soziale Gerechtigkeit.

Diese Erziehungsziele bedingen andere Erziehungsmethoden als die alte Lernschule. Folglich verstand sich die Pestalozzischule als Arbeitsschule im Sinne von Wilhelm Paulsen und setzte auf offenes Lernen, Öffnung der Schule, Kontakt mit der Wirklichkeit und Verbindung des erlernten Wissens mit dem praktischen Leben. Das schloss eintägige Exkursionen ebenso ein wie längere Erholungsausflüge. 1938 war erstmals eine Gruppe von Schülern der Pestalozzi-Schule zu Gast in dem von Annemarie Rübens gegründeten Landschulheim „Haus Rübens“ im uruguayischen Colonia Valdense. Enge Kontakte zwischen den beiden Einrichtungen bestanden wohl auch in den Folgejahren, denn während des Zweiten Weltkriegs war Annemarie Rübens aktives Mitglied in der Bewegung „Das Andere Deutschland“.
Der antifaschistische Gründungsakt und die Selbstverpflichtung auf die deutsche Kulturgrundlage verlangten auch nach anderen Unterrichtsinhalten und Unterrichtsmaterialien als sie an den deutschen Auslandsschulen unter dem Einfluss der Nationalsozialisten üblich waren. Ein Beispiel hierfür ist das von August Siemsen 1937 zusammengestellte und von Carl Meffert illustrierte Buch „Deutsche Gedichte von Goethe bis Brecht“. Neben dem titelgebenden Brecht war auch der bei den Nationalsozialisten verfemte Heinrich Heine in der Sammlung vertreten, ebenso das Lied „Brüder zur Sonne zur Freiheit“ aus dem Fundus der sozialdemokratischen Arbeiterbewegung. Mefferts Illustrationen verstanden sich als zeitgenössische grafische Interpretationen der Texte und nicht als deren bloße Illustrationen.
Ein aus heutiger Sicht „Alleinstellungsmerkmal“ der Pestalozzischule war ihr Unterrichtsfach „Hygiene“, dessen gewichtiger Bestandteil der (nicht koedukative) Aufklärungsunterricht für die Schüler der beiden oberen Klassen war. Der durch Elternabende vorbereitete Unterricht erfolgter auf der Grundlage der Aufklärungsschrift „Bringt uns wirklich der Klapperstorch?“ des 1933 aus Deutschland emigrierten Sexualpädagogen Max Hodann.
Auch bei den Zeugnissen und der Benotung ging die Pestalozzischule neue Wege. Wiederum unter Einbeziehung der Eltern in den Entscheidungsprozess wurden die Benotungsziffern ergänzt durch erklärende Darstellungen über die Arbeit einer jeden Schülerin und eines jeden Schülers sowie über das Erreichen der Unterrichtsziele im jeweiligen Fach.

### Stefan Zweig zu Besuch
In seinem Aufsatz True to Himself: Stefan Zweig’s Visit to Argentina in September 1936 beschreibt Robert Kelz sehr ausführlich ein Ereignis, das für die Schule von großer Bedeutung war und bei ihren Schülern großen Eindruck hinterlassen hat:

„In 1936 the student body at the Pestalozzi School numbered six hundred, just six percent of the total enrollment at German schools which had implemented or were synchronized to Nazi ideology. When Stefan Zweig and Emil Ludwig received an invitation from the Pestalozzi pupils to visit their school, the writers were intrigued. On the morning of September 18, 1936, the Pestalozzi School received an unannounced visit from two of the most internationally celebrated authors of the day. Zweig spent the entire morning at the school and later made an audio recording adressed to the Pestalozzi pupils, most of whom, like himself, were exiles from the Third Reich.“

Kelz zitiert diese den Besuch in der Pestalozzischule nachbereitende Audiobotschaft:

„Liebe Kinder, Ihr erlebt jetzt ein kleines Wunder. Passt auf! Ihr hört jetzt meine Stimme, und ich selbst bin nicht da. Ich bin sogar furchtbar weit von Euch, weit über dem Meer und müsste viele, viele Tage reisen, um Eure Hände wirklich fassen zu können […] und doch – Ihr hört es ja – meine Stimme ist da bei Euch im Zimmer […] Ist das nicht ein Wunder? Und Ihr fragt Euch natürlich, wer hat dieses Wunder vollbracht? Darauf kann ich Euch nur sagen: der Mensch hat es vollbracht. Und wenn Ihr mich weiter fragt: wieso hat der Mensch das vollbracht, so kann ich Euch antworten: indem er viel gelernt hat […] Jeder Einzelne, der gut lernt und gut nachdenkt und irgendetwas Neues mit seinem Nachdenken findet, hilft also mit, unsere Welt schöner, vielfältiger und bequemer zu machen. Seht jetzt habt Ihr ein kleines Wunder erlebt, das Wunder […] dass Ihr mich hört und doch nicht seht. Und Ihr, die Ihr jung seid, wie viel solche Wunder werdet Ihr noch erleben! Freut Euch darum, dass Ihr so jung seid, und liebt die Schule, die Euch ins Leben führt, liebt das Leben selbst und liebt Euch, einer den anderen!“

Die auf den ersten Blick schlichten Worte gewinnen ihre Bedeutung vor dem Hintergrund des kurz vor Zweigs Besuch an der Schule beendeten P.E.N-Kongresses von Buenos Aires. Zweig ist dort Ehrengast des internationalen Schriftstellerverbands. Von ihm wird eine flammende Verurteilung des Dritten Reichs erwartet, doch er weigert sich – trotz seines entschiedenen Pazifismus und Humanismus: „Ich werde nicht gegen Deutschland sprechen. Ich würde nie gegen ein Land sprechen.“ Er will sich keine holzschnittartige Sicht der Welt aufzwingen lassen – obwohl der Krieg sie in Freund und Feind scheidet. Anspielend auf dieses Schweigen Zweigs interpretiert Kelz die Audiobotschaft an die Pestalozzi-Schüler als ein Zeichen Zweigs, sprechen zu wollen. Die Aufzeichnung präsentiere eines der umfangreichsten Statements, das Zweig während seines Aufenthalts in Argentinien abgegeben habe. Er trete für den Glauben an das Gute im Menschen ein und ermutige die Pestalozzi Schüler, sich auf ihre eigenen Fähigkeiten zu konzentrieren, um die Welt zu verbessern. Er setze auf Optimismus und Freundschaftlichkeit inmitten der durch Verfolgung, Konflikte und Exil hervorgerufenen traumatischen Erlebnisse. Seine an die Pestalozzi-Schüler gerichtete Botschaft des guten Willens und den Glauben an die menschliche Tugend könne angesichts der bedrohlichen Atmosphäre der 1930er Jahre als Akt des Widerstands angesehen werden. Hier präsentiere Zweig einen hoffnungsvollen Blick, den er selbst in seinem eigenen Leben nicht hätte durchhalten können. Gehe man von seinen einige Tage vorher veröffentlichten Kommentaren in argentinischen Zeitungen aus, so scheine es, dass Zweig geglaubt habe, ihm obliege es, seinem Publikum von jugendlichen Flüchtlingen einen positiven Ausblick auf die Zukunft zu kommunizieren.
Aufgrund von Erinnerungen ehemaliger Pestlozzi-Schüler ist sich Kelz sicher, dass Zweigs Worte genau jene Art von Ermutigung boten, die viele seiner traumatisierten jüngeren Zuhörer hören wollten und brauchten. Die Begegnung mit einem Schriftsteller von Zweigs Statur habe das Selbstwertgefühl der Flüchtlinge verändert. Bewegt durch den Besuch dieses berühmten Autors, hätten die Schüler Zweigs Worte benutzt, um ihre traumatischen Erlebnisse zu bewältigen sowie um Kräfte und Vertrauen zu sammeln, um sich einer herausfordernden Gegenwart zu stellen. Die späteren Bemühungen der Pestalozzi-Schüler hätten Stefan Zweigs Botschaft der Solidarität und der intellektuellen Kraft mit Leben erfüllt. Sichtbarer Ausdruck hierfür sei das Engagement der Schüler für Kinder in den Internierungslagern in Frankreich gewesen (siehe oben).

### Die Pestalozzischule in Zeiten des Übergangs
Gegen die starke Präsenz nationalsozialistischer Organisationen in Argentinien und deren Beherrschung der meisten deutschen Auslandsschulen regte sich spätestens seit 1937 starker innerargentinischer Widerstand, der im November 1937 in eine Kampagne gegen die deutschen Kamp-Schulen mündete. Bei diesen handelte es sich um Schullandheime zur Formung junger Menschen im Sinne nationalsozialistischer Erziehungsziele. Im Mai 1938 verstärkte die argentinische Regierung den Druck. Sie verbot jede öffentliche, private oder versteckte politische und rassistische Propaganda und untersagte es, den Schulkindern der argentinischen Verfassung und den argentinischen Gesetzen zuwiderlaufende Gewohnheiten und Überzeugungen beizubringen. Dem folgten im Mai 1939 weitere Maßnahmen, um die ausländischen Privatschulen einer verstärkten Kontrolle durch die argentinische Schulaufsicht zu unterwerfen, wobei die Pestalozzischule nicht im Fokus dieser staatlichen Aktivitäten stand, da sie sich ja von Anfang an als „argentinische Schule auf deutscher Kulturgrundlage“ definiert hatte und nach den argentinischen Lehrplänen arbeitete.
Nach einer ersten Initiative im argentinischen Kongress im Juli 1938 nahm im Juni 1941 eine Kommission ihre Arbeit auf, die sich um anti-argentinische Aktivitäten kümmern sollte. Deren vierter Bericht vom 31. September [sic?] 1941, zu dessen Zustandekommen Heinrich Grönewald und Das Andere Deutschland maßgeblich beigetragen hatten, zeigte sehr detailliert die nationalsozialistische Infiltration der deutschen Schulen in Argentinien auf und führte in einem ersten Schritt zum Verbot des Deutschunterrichts an der Goetheschule und zum Entzug der Unterrichtserlaubnis für 18 Lehrer an mehreren Schulen. In der Folgezeit gab es weitere Dekrete gegen die deutschen Schulen, bevor diese 1944 – mit Ausnahme der Pestalozzi-, der Cangallo- und der Burmeisterschule – geschlossen wurden. Ihr Vermögen wurde nach der argentinischen Kriegserklärung an Deutschland (27. März 1945) beschlagnahmt.
Nach dem Ende des Zweiten Weltkriegs konnten nur die Pestalozzischule und die Cangalloschule ihren Schulbetrieb ohne Beschränkungen fortsetzen. Die Pestalozzischule, die sich zur Solidarität mit einem kommenden demokratischen Deutschland bekannte, wollte ihren bisherigen pädagogischen Weg fortsetzen, vor allem auch das internationale Lehrprogramm in vier Sprachen. Abermals war Eigeninitiative und Mäzenatentum gefragt, denn offizielle Unterstützung war zunächst nicht zu erwarten, schon gar nicht von deutscher Seite aus. Außerdem veränderte sich das innerargentinische politische Klima durch den Wahlsieg von Juan Perón im Jahre 1946, der zwangsweise katholischen Religionsunterricht an allen Schulen des Landes einführen ließ. Alfred Dang als Schulleiter konnte das für die Pestalozzischule abwenden, bevor er 1948 ausschied um in der Industrie zu arbeiten. Konflikte in den Folgejahren führten dazu, dass er 1956 erneut als Schulleiter berufen wurde, jedoch nur noch kurze Zeit amtieren konnte. Er starb am 10. November 1957.
In der Ära von Max Tepp als Schulleiter, vom Ausscheiden bis zur Rückkehr Alfred Dangs, wurde der Vormittagsunterricht an der Pestalozzischule in Spanisch gehalten, der Unterricht in deutscher Sprache fand nachmittags statt. Dies führte zu einer sehr großen Belastung der Schüler, weshalb sich die Schule bereits ab Ende der fünfziger Jahre darum bemühte, einen bilingualen Unterricht anbieten zu dürfen. Im Mai 1960 wurde dies durch die argentinische Regierung ermöglicht. Die Pestalozzischule wurde zur ersten bilingualen Schule in Argentinien und konnte zudem eine Sekundarstufe einrichten. Mit finanzieller Unterstützung der Bundesrepublik konnte im März 1963 ein Neubau in Betrieb genommen werden.

## Die Pestalozzischule heute
Die Pestalozzischule definiert sich auf ihrer Homepage als eine bikulturelle und bilinguale, an keine Konfession gebundene Schule für Jungen und Mädchen mit Kindergarten, Grundstufe und Sekundarstufe. Sie befindet sich nach wie vor in der Verwaltung der gemeinnützigen Pestalozzi-Gesellschaft, verweist aber auch auf die kulturelle, personelle und finanzielle Förderung durch die deutsche Regierung. Ihr wurde von der Bundesrepublik Deutschland das Gütesiegel „exzellente deutsche Auslandsschule“ verliehen.
Zwar findet sich auf der Startseite bereits der Hinweis auf das Gründungsjahr 1934, doch wird in dem eigenen Abschnitt Geschichte diese recht verkürzt dargestellt. Als Gründer wird Ernesto Alemann herausgestellt, einen Hinweis auf die pädagogisch und politisch aktiven Lehrkräfte dieser Zeit und deren antifaschistischen Widerstand sucht man dort vergebens. Und faktisch endet diese Selbstdarstellung der schulischen Frühgeschichte im Jahre 1938 mit dem Bezug des Neubaus und den dazu erfolgten Gratulationen von Sigmund Freud, Lion Feuchtwanger, Thomas Mann, Heinrich Mann und Albert Einstein. Am Ende steht der Hinweis auf das Buch von Hermann Schnorbach, das bei der Schulverwaltung zum Kauf zur Verfügung stehe.
Inhaltlich deutlicher wird im Abschnitt Leitbild an die Anfänge der Schule erinnert. Im Hinblick auf die Gründung heißt es dort:

„Der Zusammenschluss von Eltern, die die Schule gründeten, hatte zum Ziel, die deutsche Sprache zu bewahren und ihren Kindern die europäische und insbesondere die deutsche Kultur, und zwar im bewussten Gegensatz zu der zu dieser Zeit vorherrschenden faschistischen Ideologie, zu vermitteln.“

Daraus leitet sich als Mission für heute ab,

„eine bikulturelle und multilinguale Ausbildung anzubieten, die die moralische und intellektuelle Autonomie von an Deutschland interessierten und in Argentinien lebenden deutschen Schüler zum Ziel hat. Dadurch bilden wir eine Erziehungsgemeinschaft, die unsere beiden Leitideen der Gründungsgeschichte ‚Erziehung zur Freiheit‘ und ‚Begegnung der Kulturen‘ in der Gesellschaft verwirklichen möchte.“

In Anwesenheit des deutschen Botschafters Jürgen Mertens wurde am 30. Oktober 2017 eine Stolperschwelle am Eingang der Schule verlegt. Sie ehrt die deutsche Auslandsschule als Zufluchtsstätte der Verfolgten des Nationalsozialismus. Für das Projekt des Künstlers Gunter Demnig war es nach über 61.000 Stolpersteinen und etlichen -schwellen die erste Verlegung außerhalb Europas. In Vertretung von Demnig war Anna Warda von der Stolperstein-Stiftung bei der Verlegungszeremonie anwesend.